# Noël van 't End
Noël van 't End (Houten, 15 de junio de 1991) es un deportista neerlandés que compite en judo.
Ganó una medalla de oro en el Campeonato Mundial de Judo de 2019, en la categoría de –90 kg. Participó en tres Juegos Olímpicos de Verano, entre los años 2016 y 2024, ocupando el séptimo lugar en Tokio 2020, en la categoría de –90 kg.

## Palmarés internacional
| Campeonato Mundial | Campeonato Mundial | Campeonato Mundial | Campeonato Mundial |
| Año                | Lugar              | Medalla            | Categoría          |
| ------------------ | ------------------ | ------------------ | ------------------ |
| 2019               | Tokio (Japón)      | Medalla de oro     | –90 kg             |